# スウィート ヒアアフター
『スウィート ヒアアフター』（The Sweet Hereafter）は1997年に制作されたカナダの映画。アトム・エゴヤン監督・脚本。ラッセル・バンクスの小説『この世を離れて』（1991年）が原作である。
原作はニューヨーク州北部の小さな町を舞台としていたが、本作はカナダの町を舞台とし、ブリティッシュコロンビア州とオンタリオ州で撮影された。映画音楽は中世音楽の影響を受けており、ハーメルンの笛吹き男の物語への言及も見られる。
興行的には成功しなかったものの、批評家からは高く評価され、 カンヌ国際映画祭にて審査員特別グランプリを、ジニー賞では作品賞、監督賞、撮影賞を受賞している。現在でも非常に評価が高く、スティーブン・ジェイ・シュナイダーの「死ぬまでに観たい映画1001本」に掲載されている。

## ストーリー
カナダ・ブリティッシュコロンビア州の小さな田舎町で、子供達を乗せたスクールバスが氷の塊に衝突し、柵を突き破って湖に墜落して14人の児童が死亡した。悲しみに暮れる遺族たちのもとに、薬物中毒の娘との破綻した関係に悩む、町外から来た弁護士ミッチェル・スティーブンス（イアン・ホルム）が相談に訪れる。スティーブンスは、乗り気ではない遺族とバス運転手のドロレス・ドリスコル（ガブリエル・ローズ）を説得し、町とバス会社を相手取って集団訴訟を起こし、事故は柵やバスの建設における過失によるものだと主張した。しかし、その事故の後遺症で車椅子生活を強いられている15歳のニコール（サラ・ポーリー）の証言で、事態は思わぬ方向に進んでゆく。

## キャスト
※括弧内は日本語吹替
- ミッチェル - イアン・ホルム（小林恭治）： 弁護士
- ニコール - サラ・ポーリー（小山裕香）
- サム - トム・マッカムス： ニコールの父親
- ドロレス - ガブリエル・ローズ（秋元千賀子）： バスの運転手
- リサ - アルバータ・ワトソン（叶木翔子）
- ビリー - ブルース・グリーンウッド（土師孝也）
- ワンダ - アルシネ・カンジアン

日本語吹替は過去に発売されたVHSにのみ収録されており、DVDには未収録。

## 評価

### 評論家の評価
本作は批評家から激賞されている。映画批評集積サイトRotten Tomatoesでは98%の評価を受けており、59件のレビューに基づく平均点は8.90/10、21件の「トップ批評家」のレビューでは100%の評価を得ている。総評は、「アトム・エゴヤン監督は悲劇とその余波を知性と共感を持って描いている」となっている。 Metacriticでは、この映画は23人の批評家に基づく加重平均点91/100を獲得しており、「圧倒的な称賛」と評価されている。 2002年には、業界誌『Playback』の読者投票で「史上最高のカナダ映画」に選ばれた。 2004年、トロント国際映画祭はこの映画を「Goin’ Down the Road」と並んでオールタイム・カナダ映画トップ10の第3位にランク付けした。2015年には、この映画が単独で第3位となった。
ロジャー・イーバートはこの映画に4つ星を付け、「今年最高の映画の1つであり、人間の本質に対する容赦なき哀悼だ」と称賛した。 ニューヨーク・タイムズ紙のジャネット・マスリンは、「バンクスの原作とエゴヤンの感性が絶妙に融合している」と述べ、特にサラ・ポーリーとブルース・グリーンウッドの演技を高く評価した。『バラエティ』誌のブレンダン・ケリーは、「エゴヤンのこれまでで最も野心的な作品」と評し、「ある悲劇が小さな町に与える影響を深く複雑に描いた瞑想のような映画」と賞賛。サラ・ポーリーとトム・マッカムスの演技を「素晴らしい」と称えた。
『エンターテインメント・ウィークリー』は本作にA評価を与え、「観客を恍惚とした感情の渦に巻き込む」とし、「喪失の苦しみへの賛歌であり、世界を結びつけ、同時に引き裂く力を探ろうとする新たな神秘的童話」と絶賛した。CNNのポール・タタラは、「本作は圧倒的な衝撃を与える作品」であり、イアン・ホルムは「その輝かしいキャリアの中でも最高の演技を見せた」と書いた。『ニューヨーク・マガジン』のデヴィッド・デンビーも、「イアン・ホルムにとって映画史上最高の役」であり、「キャスト全員が素晴らしい演技をしている」と述べた。
本作は1997年の「年間ベスト映画リスト」において、250人以上の批評家のトップ10に選ばれた。
2001年には、『Playback』誌が実施した業界関係者による調査で、過去15年間の「最高のカナダ映画」に選ばれた。2004年にはスロベニアの哲学者スラヴォイ・ジジェクが、「この映画は、トラウマが共同体に与える影響を描いた映画として、おそらく最も優れている」と評した。同年、『ニューヨーク・タイムズ』は本作を「史上最高の映画1000本」に選出した。2011年には、英国の映画監督クリオ・バーナードが「深みと健全な曖昧さがあり、イアン・ホルムとサラ・ポーリーの演技は力強くも繊細」と称賛した。翌年、The A.V. Clubは本作を「1990年代の映画ベスト100」の第22位に選出し、「文学の映像化における傑作」と評価した。

### 受賞
『スウィートヒアアフター』は1997年のカンヌ国際映画祭で国際批評家連盟賞、審査員グランプリ、エキュメニカル審査員賞の3つの賞を受賞した。これはカナダ映画がカンヌで獲得した最高の栄誉であり、エゴヤンはグランプリを受賞した初のカナダ人となった。その後、2016年にグザビエ・ドランが『たかが世界の終わり』でグランプリを受賞した。また第18回ジニー賞で作品賞、監督賞、撮影賞、主演男優賞（ホルム）、その他3つの賞を受賞した。第70回アカデミー賞では監督賞と脚色賞の主要2部門にノミネートされたが、それぞれ『タイタニック』と『L.A.コンフィデンシャル』に敗れた。 
| 賞                               | 式典の日付         | カテゴリ                               | 受賞者                                                                                             | 結果       | 参照   |
| -------------------------------- | ------------------ | -------------------------------------- | -------------------------------------------------------------------------------------------------- | ---------- | ------ |
| アカデミー賞                     | 1998年3月23日      | 監督賞                                 | アトム・エゴヤン                                                                                   | ノミネート | [ 17 ] |
| アカデミー賞                     | 1998年3月23日      | 脚色賞                                 | アトム・エゴヤン                                                                                   | ノミネート | [ 17 ] |
| アトランティック映画祭           | 1997年9月19～27日  | 60分以上のカナダ映画またはビデオ部門賞 | アトム・エゴヤン                                                                                   | 受賞       | [ 18 ] |
| ボストン映画批評家協会賞         | 1997年12月14日     | 助演女優賞                             | サラ・ポーリー                                                                                     | 受賞       | [ 19 ] |
| カナダ撮影監督協会賞             | 1998年3月29日      | 劇場映画部門撮影賞                     | ポール・サロッシー                                                                                 | 受賞       | [ 20 ] |
| カンヌ国際映画祭                 | 1997年5月7～18日   | 審査員グランプリ                       | アトム・エゴヤン                                                                                   | 受賞       | [ 21 ] |
| カンヌ国際映画祭                 | 1997年5月7～18日   | FIPRESCI賞                             | アトム・エゴヤン                                                                                   | 受賞       | [ 21 ] |
| カンヌ国際映画祭                 | 1997年5月7～18日   | エキュメニカル審査員賞                 | アトム・エゴヤン                                                                                   | 受賞       | [ 21 ] |
| シカゴ映画批評家協会賞           | 1998年3月1日       | 作品賞                                 | アトム・エゴヤン                                                                                   | ノミネート | [ 22 ] |
| シカゴ映画批評家協会賞           | 1998年3月1日       | 監督賞                                 | アトム・エゴヤン                                                                                   | ノミネート | [ 22 ] |
| シカゴ映画批評家協会賞           | 1998年3月1日       | 脚本賞                                 | アトム・エゴヤン                                                                                   | ノミネート | [ 22 ] |
| シカゴ映画批評家協会賞           | 1998年3月1日       | 作曲賞                                 | マイケル・ダナ                                                                                     | ノミネート | [ 22 ] |
| シカゴ映画批評家協会賞           | 1998年3月1日       | 主演男優賞                             | イアン・ホルム                                                                                     | ノミネート | [ 22 ] |
| シカゴ映画批評家協会賞           | 1998年3月1日       | 助演女優賞                             | サラ・ポーリー                                                                                     | ノミネート | [ 22 ] |
| シカゴ映画批評家協会賞           | 1998年3月1日       | 有望女優賞                             | サラ・ポーリー                                                                                     | ノミネート | [ 22 ] |
| ジニー賞                         | 1997年12月14日     | 作品賞                                 | アトム・エゴヤン、カメリア・フリーバーグ                                                           | 受賞       | [ 23 ] |
| ジニー賞                         | 1997年12月14日     | 監督賞                                 | アトム・エゴヤン                                                                                   | 受賞       | [ 23 ] |
| ジニー賞                         | 1997年12月14日     | 主演男優賞                             | イアン・ホルム                                                                                     | 受賞       | [ 23 ] |
| ジニー賞                         | 1997年12月14日     | 主演女優賞                             | サラ・ポーリー                                                                                     | ノミネート | [ 23 ] |
| ジニー賞                         | 1997年12月14日     | 主演女優賞                             | ガブリエル・ローズ                                                                                 | ノミネート | [ 23 ] |
| ジニー賞                         | 1997年12月14日     | 助演男優賞                             | トム・マッカムス                                                                                   | ノミネート | [ 23 ] |
| ジニー賞                         | 1997年12月14日     | 脚本賞                                 | アトム・エゴヤン                                                                                   | ノミネート | [ 23 ] |
| ジニー賞                         | 1997年12月14日     | 美術賞                                 | フィリップ・バーカーとパトリシア・クッチャ                                                         | ノミネート | [ 23 ] |
| ジニー賞                         | 1997年12月14日     | 撮影賞                                 | ポール・サロッシー                                                                                 | 受賞       | [ 23 ] |
| ジニー賞                         | 1997年12月14日     | 衣装デザイン賞                         | ベス・パステナック                                                                                 | ノミネート | [ 23 ] |
| ジニー賞                         | 1997年12月14日     | 編集賞                                 | スーザン・シップトン                                                                               | ノミネート | [ 23 ] |
| ジニー賞                         | 1997年12月14日     | 音響賞                                 | ダニエル・ペレリン、キース・エリオット、ピーター・ケリー、ロス・レッドファーン                     | 受賞       | [ 23 ] |
| ジニー賞                         | 1997年12月14日     | 音響編集賞                             | スティーブ・マンロー、スー・コンリー、小山五郎、アンディ・マルコム、デビッド・ドレイニー・テイラー | 受賞       | [ 23 ] |
| ジニー賞                         | 1997年12月14日     | 作曲賞                                 | マイケル・ダナ                                                                                     | 受賞       | [ 23 ] |
| ジニー賞                         | 1997年12月14日     | 歌曲賞                                 | 「スウィート・ヒアアフター」マイケル・ダナとサラ・ポーリー                                         | ノミネート | [ 23 ] |
| インディペンデント・スピリット賞 | 1998年3月21日      | 外国映画賞                             | アトム・エゴヤン                                                                                   | 受賞       | [ 24 ] |
| ロサンゼルス映画批評家協会賞     | 1997年12月         | 作品賞                                 | アトム・エゴヤン                                                                                   | 次点       | [ 25 ] |
| ロサンゼルス映画批評家協会賞     | 1997年12月         | 監督賞                                 | アトム・エゴヤン                                                                                   | 次点       | [ 25 ] |
| ロサンゼルス映画批評家協会賞     | 1997年12月         | 撮影賞                                 | ポール・サロッシー                                                                                 | 次点       | [ 25 ] |
| 全米批評家協会賞                 | 1998年2月9日       | アンサンブル演技賞                     | キャスト                                                                                           | 受賞       | [ 26 ] |
| 全米批評家協会賞                 | 1998年2月9日       | トップ10映画                           | アトム・エゴヤン                                                                                   | 受賞       | [ 26 ] |
| ニューヨーク映画批評家協会賞     | 1998年1月4日       | 作品賞                                 | アトム・エゴヤン                                                                                   | 次点       | [ 27 ] |
| ニューヨーク映画批評家協会賞     | 1998年1月4日       | 監督賞                                 | アトム・エゴヤン                                                                                   | 次点       | [ 27 ] |
| ニューヨーク映画批評家協会賞     | 1998年1月4日       | 主演男優賞                             | イアン・ホルム                                                                                     | 次点       | [ 27 ] |
| テキサス映画批評家協会賞         | 1997年12月29日     | 作品賞                                 | アトム・エゴヤン                                                                                   | 受賞       | [ 28 ] |
| トロント映画批評家協会賞         | 1998年1月13日      | 作品賞                                 | アトム・エゴヤン                                                                                   | 受賞       | [ 29 ] |
| トロント映画批評家協会賞         | 1998年1月13日      | 監督賞                                 | アトム・エゴヤン                                                                                   | 受賞       | [ 29 ] |
| トロント映画批評家協会賞         | 1998年1月13日      | カナダ映画賞                           | アトム・エゴヤン                                                                                   | 受賞       | [ 29 ] |
| トロント映画批評家協会賞         | 1998年1月13日      | 男優賞                                 | イアン・ホルム                                                                                     | 受賞       | [ 29 ] |
| トロント映画批評家協会賞         | 1998年1月13日      | 女優賞                                 | サラ・ポーリー                                                                                     | 次点       | [ 29 ] |
| トロント国際映画祭               | 1997年9月4日～13日 | カナダ長編映画賞                       | アトム・エゴヤン                                                                                   | 受賞       | [ 30 ] |
| カナダ脚本家組合賞               | 1997               | WGC賞                                  | アトム・エゴヤン                                                                                   | 受賞       | [ 31 ] |

## 備考
- 原作者のラッセル・バンクスは街の医者としてカメオ出演している。
- 原作ではニューヨーク北部が舞台だが、映画ではカナダが舞台となっている。